# SS Servia

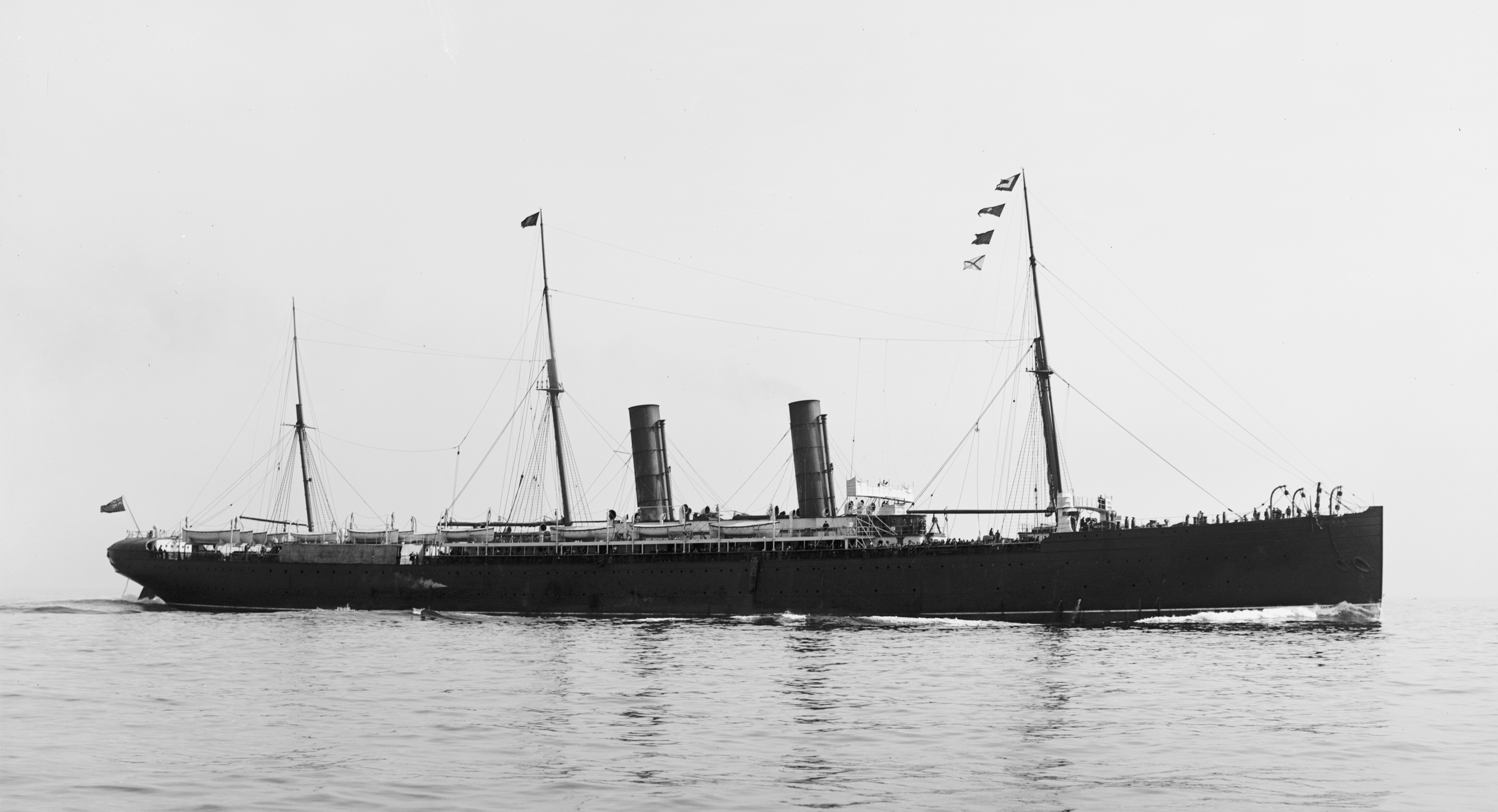
SS "Servia"

SS Servia – parowy statek pasażerski.

## Rewolucja i konkurencja
Konkurencyjnym statkiem był SS "Belgic", SS "City of Rome", SS "City of New York". Rewolucją było pierwsze oświetlenie elektryczne które przysporzyło linii Cunard Line dużo klientów i odebrało konkurencyjnym liniom White Star Line, HAMBURG-America Line i Anchor Line.

## Historia i złomowanie
Statek wszedł do służby w 1881 roku. Po 21 latach doznał wypadku otarł się o skały ale nie zatonął z powodu płytkiej wody nawet nie została zalana 1 gródź gdyż uderzył dziobem o dno. O mało nie został złomowany.
Pływał po wypadku tylko 8 lat gdyż został poważnie uszkodzony. Złomowano go razem że statkiem RMS "Umbria".

## Dane techniczne
- Długość: 203,19 m
- Szerokość: 22,22 m
- Zanurzenie: 4,78 m
- Armator: Cunard Line
- Stocznia: John Brown and Company